# Jacques Thibaud
Pour les articles homonymes, voir Thibaud.
Jacques Thibaud est un violoniste français, né à Bordeaux le 27 septembre 1880 et mort accidentellement dans la catastrophe aérienne du Mont Cimet, près de Barcelonnette dans les Alpes françaises, le 1er septembre 1953.

## Biographie
Il étudie d'abord le violon avec son père à Bordeaux avant d'entrer, à l'âge de treize ans, au Conservatoire de Paris où il reçoit l'enseignement de Martin-Pierre Marsick aux côtés de Georges Enesco. En 1896, il remporte, avec Pierre Monteux, le premier prix de violon.

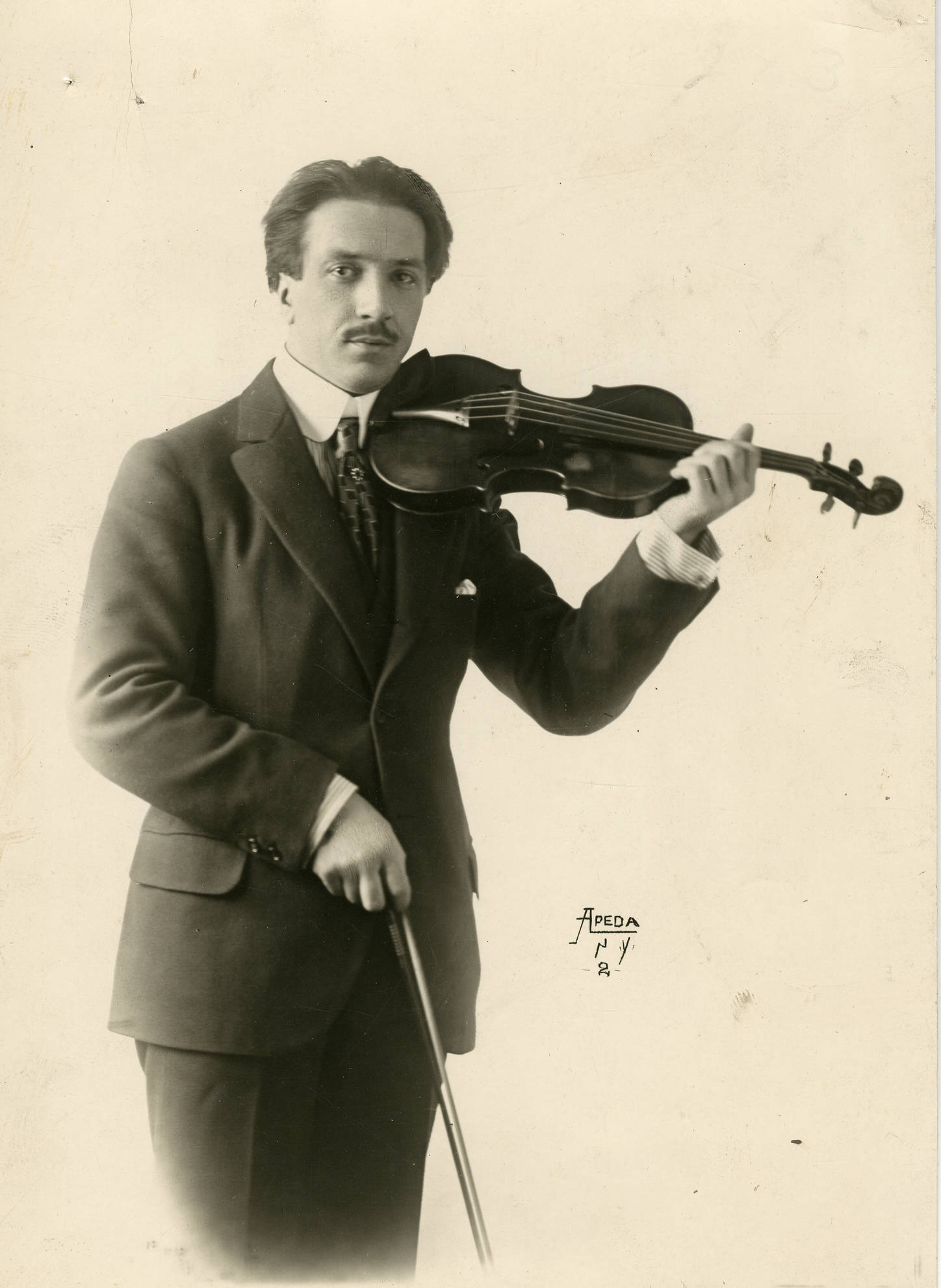
Jacques Thibaud.

Il débute comme violoniste du rang, sous la direction notamment d'Édouard Colonne, avant d'entamer une carrière de soliste. Blessé durant la Première Guerre mondiale, il est contraint à un long réapprentissage de sa technique.
Grand interprète de Mozart, il fut membre, avec le violoncelliste Pablo Casals et le pianiste Alfred Cortot, d'un trio de musique de chambre de réputation internationale. À côté de ses activités de concertiste, Jacques Thibaud se consacre également à l'enseignement à l'École normale de musique de Paris et à l'Académie Chigiana de Sienne. En 1943, il fonde, avec la pianiste Marguerite Long, le concours Long-Thibaud.
Ami et disciple d'Eugène Ysaÿe, qui écrivit pour lui sa Deuxième sonate, Jacques Thibaud incarne aujourd'hui encore le violoniste français au jeu élégant et charmeur.
Le 1er septembre 1953, alors qu'il se rend en Indochine en compagnie du pianiste René Herbin, son avion s'écrase dans les Alpes occidentales. Il n'y a aucun survivant.
Disparaît dans l'accident son Stradivarius de 1709, le « Baillot » (qui avait auparavant appartenu à Pierre Baillot ; d'autres sources indiquent un violon de 1720). Il avait également joué sur deux autres Stradivarius, le Bérou (1714) et le Colossus (1716), ainsi que sur un François Pique et un Bergonzi ayant tous les deux appartenu à Eugène Ysaÿe.
Sa tombe est visible au cimetière ancien de Saint-Jean-de-Luz. Le Conservatoire de Bordeaux a été rebaptisé en son honneur, ainsi qu'une voie le long de la plage de Saint-Jean-de-Luz.

### Filmographie
- Edmond A. Lévy, Jacques Thibaud (60 min, France 3, INA, avec la participation de Yehudi Menuhin, 1983)